# Claude Mossé
Claude Mossé (Parigi, 24 dicembre 1924 – Draveil, 12 dicembre 2022) è stata una storica e scrittrice francese.
Era una studiosa esperta internazionale di storia dell'antica Grecia e professore emerito presso l'Università di Parigi VIII. Oltre a numerosi saggi, ha pubblicato un romanzo giallo storico, dal titolo Omicidi nell'agorà, ambientato ad Atene nel 349 a.C. e che ha come protagonista l'ateniese Aristocle.

## Biografia

### Famiglia
Figlia di un commerciante di vini, Claude Mossé nacque in un ambiente benestante nel XVI arrondissement di Parigi. Aveva due sorelle: Eliane Mossé, ricercatrice di macroeconomia e Arlette Mossé, nutrizionista. La sua famiglia, di origine ebraica, sfuggì alla deportazione grazie al commissario di polizia del XVIII distretto che strappò la lettera di denuncia.

### La scoperta dell'antichità greca
Il suo primo contatto con la letteratura greca avvenne nel 1941, quando, mentre frequentava il liceo Jules-Ferry, scoprì un testo di Demostene, un elogio vibrante di libertà e democrazia. Decise allora di dedicarsi allo studio dell'antica Grecia.
Nel 1947, arrivò prima all'aggregazione di storia, ex aequo con Jean Poperen, futuro leader del Partito Socialista e lo stesso anno, fu nominata professoressa associata al Lycée de Jeunes Filles di Rennes.

## Carriera
Assistente di storia antica presso la Facoltà di lettere di Rennes dal 1950, fu ricercatrice associata presso il CNRS dal 1956 al 1958. Nel 1959 venne nominata docente presso la Facoltà di lettere di Clermont-Ferrand, dove incontrò Michel Foucault e Michel Serres, e ottenne il dottorato di stato nello stesso anno, con una tesi dedicata al Declino della città greca nel IV secolo a.C. AD.
Ad ottobre 1968 divenne docente nel progetto universitario sperimentale a Vincennes, divenuto in seguito l'Università di Parigi VIII. Lì continuò la sua carriera fino alla carica di professore emerito. Influenzata da Moses Finley, scrisse una ventina di libri, principalmente sulla Grecia classica (V secolo a.C. e IV secolo a.C.) e sul periodo ellenistico (dalla fine del IV secolo a.C. alla conquista romana).
Vicina a Jean Poperen, Emmanuel Le Roy Ladurie e François Furet, si unì al Partito Comunista Francese negli anni '50 come loro, ma si allontanò dal partito in seguito al rapporto Kruscev. Più tardi, militò contro la guerra algerina. Nel febbraio 1979, fu uno dei 34 firmatari della dichiarazione scritta da Léon Poliakov e Pierre Vidal-Naquet per smantellare la retorica negazionista di Robert Faurisson.

### Contributo alla storia dell'antica Grecia
Claude Mossé studiò per venticinque anni il declino delle città greca nel IV secolo a.C., oggetto della sua tesi di dottorato. Se, da allora, questa idea di un declino dal IV secolo a.C. è stata messa in discussione, le analisi da lei fornite nell'ambito della storia economica rimangono essenziali. Ispirato al marxismo, il suo metodo ebbe il merito di rinnovare una materia fino ad allora dominata da studi che proponevano lotte patriottiche e aspetti nazionali della questione greca.
Le sue opere sono tradotte in diverse lingue (inglese, spagnolo, tedesco, italiano, greco moderno, portoghese). Ha pubblicato articoli nella sezione "Storia dell'antica Grecia" dell'Encyclopædia Universalis e, su richiesta di Calmann-Lévy, ha scritto anche una storia poliziesca storica, Omicidi nell'agorà, che si svolge ad Atene nel 349 a.C.

## Opere
- La Fin de la démocratie athénienne. Aspects sociaux et politiques du déclin de la cité grecque au ive siècle av. J.-C., Paris, 1962.
- Il lavoro in Grecia e a Roma (Le Travail en Grèce et à Rome, 1966), traduzione di Fausta Giani Cecchini, Collana Tangenti n.20 n.20, D'Anna, 1973, ISBN 978-88-832-1620-6.
- Le istituzioni politiche della Grecia nell'età classica (Les Institutions grecques, 1968), a cura di F. Mollia, Calderini, 1971.
- La Tyrannie dans la Grèce antique, Paris, PUF, 1969.
- La Colonisation dans l'Antiquité, Paris, Nathan, 1970.
- Histoire d'une démocratie, Athènes, Paris, Le Seuil, 1971.
- Le dottrine politiche in Grecia (Histoire des doctrines politiques en Grèce, 1975), traduzione di Enrico De Mas, Collana Tangenti n.1, Messina-Firenze, D'Anna, 1973, ISBN 978-88-832-1601-5.
- La vita quotidiana della donna nella Grecia antica (La Femme dans la Grèce antique, 1983), traduzione di Rosanna Pelà, Collana Storie e biografie, Milano, BUR, 1988, ISBN 978-88-171-6670-6.
- La Grèce archaïque d'Homère à Eschyle, Paris, Le Seuil, 1984.
- Le Procès de Socrate, Bruxelles, Complexe, 1987.
- L'Antiquité dans la Révolution française, Paris, Albin Michel, 1989.
- C. Ampolo (a cura di), Storia dei Greci. Dalle origini alla conquista romana (Précis d'histoire grecque. Du début du deuxième millénaire à la bataille d'Actium, 1990), traduzione di A. D'Elia, con Annie Schnapp-Gourbeillon, Collana Studi superiori, Roma, Carocci, 1997, 2000, ISBN 978-88-430-0433-1. - Collana Università, Carocci, 2000, 2013.
- Les Mythes Grecs, fotografie di Erich Lessing, Nathan, 1991.
- Dizionario della civiltà greca (Dictionnaire de la civilisation grecque, 1992), traduzione di G. D'Anna, Collana Storia Opere varie, Roma, Editori Riuniti, 1999, ISBN 978-88-359-4756-1.
- Il cittadino nella Grecia antica (Le Citoyen dans la Grèce antique, 1993), traduzione di R. Palmisciano, Collana Trame, Roma, Armando Editore, 1998, ISBN 978-88-714-4877-0.
- Démosthène ou les ambiguïtés de la politique, Paris, Armand Colin, 1994.
- Politique et société en Grèce ancienne. Le « modèle » athénien, Paris, Aubier, 1995.
- Alessandro. La realtà e il mito (Alexandre. La destinée d'un mythe, 2001), Collana Storia e Società, Roma-Bari, Laterza, 2003, ISBN 978-88-420-6829-7.
- Pericle. L'inventore della democrazia (Périclès, l'inventeur de la démocratie, 2005), traduzione di B. Gregori, Collana Storia e Società, Roma-Bari, Laterza, 2006, ISBN 978-88-420-7698-8.
- Les Grecs inventent la politique, Complexe, 2005.
- Sacrilèges et trahisons à Athènes, Larousse, 2009.
- Au nom de la loi. Justice et politique à Athènes à l'âge classique, Payot, 2010.
- Regards sur la démocratie athénienne, Perrin, 2013.
- saggio in I Greci, vol. I, Storia Cultura Arte Società, Torino, Einaudi, 1996.

### Narrativa
- Omicidi nell'agorà (Meurtres sur l'Agora, 1995), trad. A. Bonetto, Collana La scena del delitto, Milano, Mursia, 1998, ISBN 978-88-425-2379-6.

### Curatele
- L'Oriente e la Grecia antica, a cura di Jean Bottéro e C. Mossé, Bari, Dedalo, 1999, ISBN 978-88-220-5913-0.